# Domingo Ortega
Domingo López Ortega (Borox, Toledo, 25 de febrer de 1906 - Madrid, 8 de maig de 1988) va ser un torero espanyol.

## Biografia
Fill d'un modest llaurador, al qual ajudava en les feines del camp, no va vestir el traje de luces fins a 1928. Després de poques novillades, les últimes a Barcelona a la fi de la temporada de 1930, amb gran èxit, va prendre l'alternativa a la mateixa Barcelona el 8 de març de 1931 de mans de Gitanillo de Triana, qui li va cedir un toro de la ramaderia de Juliana Calvo. Es va presentar s Madrid, perquè no hi havia actuat com a noviller, per a confirmar la cerimònia doctoral, amb un toro de la ramaderia de Julián Fernández, el 16 de juny següent, i tenia com a padrí Nicanor Villalta. El seu aprenentatge va ser breu, però es tractava d'un torero intuïtiu, que des de les seves primeres actuacions a les places va donar mostres d'unes condicions extraordinàries per a la lídia de caps de bestiar braus i que va quallar ràpidament en un torero magistral, figurant durant tota la seva vida artística en un lloc de privilegi.
Va ser un torero poderosíssim, dels comptadíssims que al llarg de tota la història tauromàquica han dominat als toros amb què s'enfrontava, per molt durs i difícils que fossin. Excel·lent capador i segur estocador, amb la crossa era excepcional, ja que aconseguia sempre ensenyorir-se dels cornúpetes des de les primeres passades i manar en ells en tota la feina, descollant en les de càstig per als braus de molt temperament, encara que sabés torejar amb suavitat i amb passades d'adorn. Va ser torero de lluita i torero de manya. Fort, sobri, però sucós i amb fondària. D'estil clàssic i amb tècnica depurada, lidiador de sorprenent facilitat i amb suggestiva personalitat. La seva última correguda va ser a la Fira del Pilar de Saragossa el 14 d'octubre de 1954. Després va prendre part en nombrosos festivals benèfics.
En la pel·lícula "Barefoot in the Park", protagonitzada per Robert Redford i Jane Fonda, apareix el seu nom en un cartell anunciant d'una correguda de toros el dijous 12 de setembre de 1946, a Salamanca, juntament amb Carlos Arruza i Julio Pérez Vito, que adorna l'apartament en el qual viuen els protagonistes.